# Fuga
En fuga, tidligere på dansk også fuge (lat., it. fuga, flugt; fr. fugue, ty. Fuge), er et stykke klassisk musik, som er bygget op over et tema, som gentages som i en kanon, men tempoet i temaet varieres og tilpasses, så der opnås langt større variation. Fugaen kan indgå som sats i et større værk, men ofte står den alene.
Fugaen har ofte 4, nogle gange 3 stemmer, som deles op i Sopran, Alt, Tenor, Bas. Der kan skelnes mellem Dux og Comes indsater.